# Fantje s Praprotna
Fantje s Praprotna je bila slovenska pevska zasedba ljudskih pevcev, ki so najbolj prepoznavni zaradi dolgoletnega sodelovanja s Triom Lojzeta Slaka, s katerim so tvorili Ansambel Lojzeta Slaka. Skupina izvira iz vasi Praprotno v Selški dolini.

## Delovanje

### Začetki
Njihovi pevski začetki segajo v leto 1956, ko so začeli nastopat v mladinskem zboru Kulturnega umetniškega društva Bukovica pod vodstvom Franca Potočnika. Leta 1961 se je zbor preoblikoval v Fantovski sekstet KUD Bukovica. Leto pozneje, 4. februarja 1962, so nastopili v Železnikih na lokalni radijski oddaji Pokaži, kaj znaš, kjer so prvič uporabili ime Fantje s Praprotna. Zasedli so prvo mesto. Leta 1963 so nekateri s petjem prenehali, tako da jih je v zasedbi ostalo pet: Andrej Bergant, Jože Šifrar, Janez Habjan, Janez Kalan in Janez Dolenc.
Na začetku sodelovanja z Lojzetom Slakom leta 1964 so najprej peli in snemali triglasno. Bergant je pel prvi tenor, Šifrar in Habjan drugi tenor, Kalan in Dolenc pa bas. Pozneje so na pobudo Vilka Ovsenika začeli s štiriglasnim petjem. Bergant je ostal na prvem, Šifrar pa na drugem tenorju, Habjan je od takrat naprej pel prvi bas, Kalan in Dolenc pa drugega.

### Prvih deset let v Ansamblu Lojzeta Slaka
Prvi skupni koncert kot Ansambel Lojzeta Slaka so imeli jeseni leta 1964 v Ljubljani. Že v prvih desetih letih sodelovanja so nastopili po vsej Sloveniji, leta 1970 so odšli na prvo veliko turnejo po ZDA in Kanadi, dve leti pozneje pa še po Avstraliji in Zahodni Evropi (Franciji, Belgiji, Nizozemski, Švici in Zahodni Nemčiji). Izdali so tudi veliko plošč in kaset.
Med pripravami na obeleženje desetletnice delovanja leta 1974 se je v prometni nesreči smrtno ponesrečil drugi tenorist Jože Šifrar. Pokojnemu prijatelju so posvetili veliko ploščo Glas njegov v spomin. Ansambel je takrat za nekaj mesecev prekinil z delom. Koncert so tako pripravili naslednje leto, kjer je z njimi že nastopil novi pevec, Franci Rebernik.

### Poznejše delovanje
V naslednjih desetletjih je ansambel izdal še več plošč in kaset, posnel večje število oddaj in opravil veliko turnej. Do naslednje spremembe v sestavu Fantov s Praprotna je prišlo leta 1991, ko jih je iz zdravstvenih razlogov zapustil Janez Habjan. Iz kvinteta so se preoblikovali v kvartet, saj novega člana niso iskali. Drugi bas je tako ostal le na Janezu Dolencu. Prvi basist Janez Kalan je zaradi enakega razloga kot Habjan leta 1993 zaključil s svojim sodelovanjem. Namesto njega je prvi bas prevzel Tone Štritof, ki je leta 1988 v ansamblu zamenjal basista Franca Severja.

### Samostojna pot
Sodelovanje s Triom Lojzeta Slaka v Ansamblu Lojzeta Slaka se je končalo leta 2011 s Slakovo smrtjo. Fantje s Praprotna so nadaljevali s samostojnim nastopanjem in tako so na jubilejnem koncertu v Škofji Loki 26. aprila 2012 obeležili petdesetletnico umetniškega delovanja kot kvartet zasedba Andrej Bergant, Franci Rebernik, Tone Štritof in Janez Dolenc. To sestav predstavlja zadnjo zasedbo originalnih Fantov s Praprotna. V tem času so v sodelovanju z Ansamblom Igor in zlati zvoki posneli še nekaj novih pesmi.
19. oktobra 2014 je umrl baritonist (prvi bas) Tone Štritof. Na nastopih Fantov s Praprotna sta ga izmenično nadomestila Matija Slak, ki je z njimi že sodeloval še v času delovanja ansambla njegovega brata Lojzeta Slaka, saj ga je nadomeščal na harmoniki med okrevanjem po nesreči, in Igor Podpečan, vodja ansambla, s katerim so po Slakovi smrti snemali nove pesmi.
8. septembra 2016 je umrl tudi drugi tenorist Franci Rebernik. Po njegovi smrti so se pojavila ugibanja o prenehanju delovanja Fantov s Praprotna, vendar se jim je kot nov član pridružil Janez Triler, član Slovenskega okteta. Kot prvi basist sedaj večinoma na nastopih poje Igor Podpečan. Prvič so v takšni zasedbi skupaj nastopili oktobra 2016 na snemanju oddaje Slovenski pozdrav v Železnikih, kjer se je začela glasbena pot tega sestava. Nekaj dni pozneje so nastopili tudi na Noči Modrijanov. 30. septembra 2019 je umrl Janez Dolenc (2. bas), ustanovni član Fantov s Praprotna. Z njegovo smrtjo se je zaključilo njihovo delovanje.